# Botswanas Davis Cup-lag
Botswanas Davis Cup-lag styrs av Botswanas tennisförbund och representerar Botswana i tennisturneringen Davis Cup, tidigare International Lawn Tennis Challenge. Botswana debuterade i sammanhanget 1996 och har bland annat slutat femma i Europa-Afrikazonens Grupp III 2001.